# Son of Beast
Son of Beast (Fils de la Bête) était un parcours de montagnes russes en bois du parc Kings Island, situé à Mason, dans le comté de Warren, en Ohio, aux États-Unis. À son ouverture au public en 2000, Son of Beast battit le record du monde de hauteur des montagnes russes en bois en culminant à 66,4 mètres. Elle demeure aussi les seules montagnes russes en bois ayant intégré un looping (36 mètres de haut) dans son parcours, même si celui-ci sera enlevé à la fin de la saison 2006. L'attraction a été fermée en 2009, puis démolie le 23 septembre 2012 pour laisser la place à des montagnes russes inversées de Bolliger & Mabillard : Banshee.

## Description

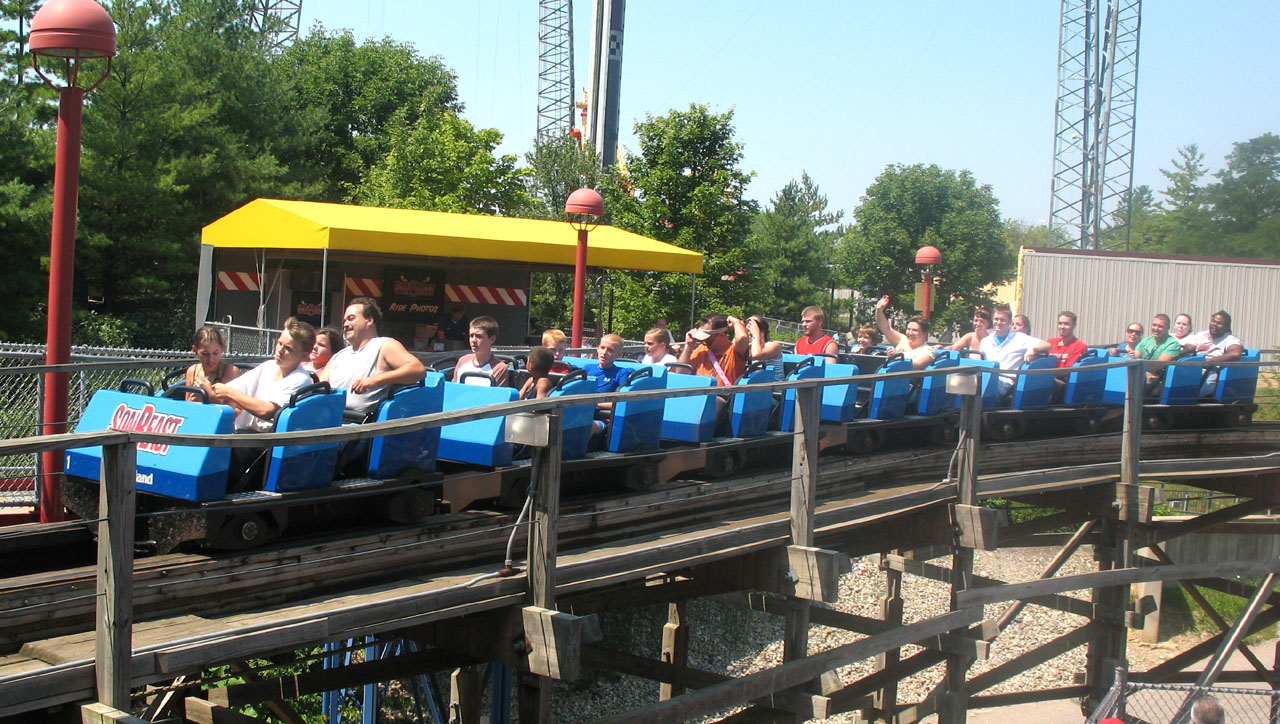
Un des trains de Son of Beast.

## Statistiques
- Capacité : 1600 personnes par heure.
- Force g : 4.5 g
- Trains : 2 trains avec 6 wagons par train. Les passagers sont placés par deux sur deux rangs, pour un total de 24 passagers par train. Les trains ont été construits par Gerstlauer Amusement Rides. Jusqu'à la saison 2007, le Son of Beast utilisait des trains construits par Premier Rides.

## Accident de 2006
À la suite d'un accident en 2006, l'attraction a été fermée au public du 10 juillet 2006 au 3 juillet 2007. Le looping vertical de 36 mètres de haut a été retiré et des sections de voies refaites. Même si le looping n'était pas la cause directe de l'accident de 2006, son retrait a permis l'utilisation de trains plus légers, ce qui devrait éviter un problème similaire.